# Moskovische Handelscompagnie

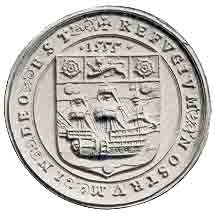
Zegel van de compagnie

De Moskovische Handelscompagnie (Engels: Muscovy Company, Russisch: Московская компания, Moskovskaija kompanija) (ook wel Russische Compagnie genaamd) was een Engelse handelscompagnie opgericht in 1555. Het was de eerste grote Engelse handelsmaatschappij met de structuur van een naamloze vennootschap. Haar structuur zou een voorbeeld zijn voor andere bedrijven in Engeland, waar het systeem tot grote bloei zou komen. De Muscovy Company is nauw verbonden met namen zoals Henry Hudson en William Baffin en had een handelsmonopolie tussen Engeland en Rusland tot 1698. Ze bleef bestaan tot aan de Russische Revolutie van 1917.

## Geschiedenis

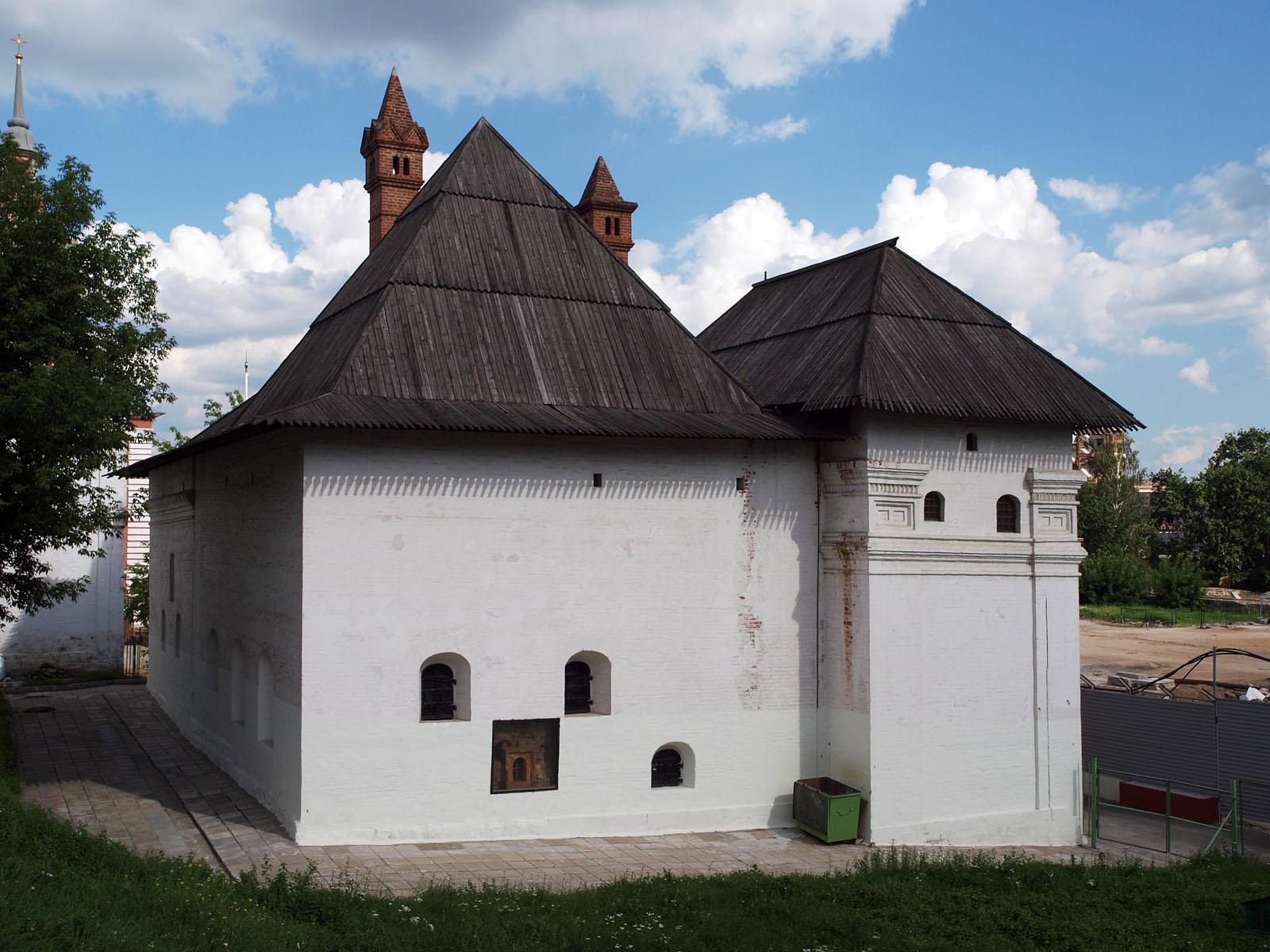
Oud Engels hof, een palaty dat als een residentie van de Moskovische Handelscompagnie in Moskou diende. Tegenwoordig een museum

### Start zoektocht noordoostelijke doorgang
De Muscovy Company vond haar oorsprong in de Company of Merchant Adventurers (volledige naam: Mystery and Company of Merchant Adventurers for the Discovery of Regions, Dominions, Islands, and Places unknown) die gesticht werd in 1551 door Richard Chancellor, Sebastian Cabot en Hugh Willoughby, die een noordoostelijke doorgang zochten naar Cathay (China).
Hun eerste expeditie werd geleid door Willoughby, die hiervoor uitgekozen werd voor zijn leiderschapskwaliteiten, maar geen ervaring had met de zeevaart. Chancellor werd aangeduid als de zeevaarder van de kleine vloot, die bestond uit drie schepen: de Bona Esparanza met Willoughby, de Edward Bonaventure met Chancellor en de Bona Confidentia. De vloot vertrok vanuit Londen op 10 mei 1553. Ze werden echter verrast door een storm nabij Lofoten, waardoor Chancellors schip afgezonderd raakte van de andere twee.
Willoughby slaagde er uiteindelijk in de Barentszzee over te steken en Nova Zembla te bereiken. Daar voer hij enige tijd langs de kusten, om daarna zuidwaarts te keren naar Scandinavië. Aan de monding van de rivier de Arzina aan de kust nabij Murmansk kwam hij echter vast te zitten in ijs. Willoughby en zijn bemanning waren niet voorbereid op de koude en na een aantal vruchteloze pogingen hulp te zoeken, stierven ze aan bevriezing in de extreme koude. Het volgende jaar werd het schip, dat gevuld was met bevroren lichamen, ontdekt door Russische vissers.

### Contact met Moskou
Chancellor had meer geluk. Hij drong door tot de Witte Zee, waar de lokale vissers onder de indruk waren van de enorme omvang van zijn westerse schip. Hij bereikte de haven van Severodvinsk op de Noordelijke Dvina, dicht bij het huidige Archangelsk, dat gesticht zou worden in 1584 in functie van de groeiende handel. De regio behoorde sinds kort bij Moskovië, en wanneer tsaar Ivan IV hoorde van Chancellors aanwezigheid, nodigde hij de exotische gast onmiddellijk uit te Moskou voor een ontvangst aan het koninklijk hof.
Chancellor maakte de reis van meer dan 1000 kilometer naar Moskou door een met sneeuw en ijs bedekt land. Hij vond Moskou groot (veel groter dan Londen) maar primitief gebouwd, aangezien de meeste huizen uit hout waren gemaakt. Het paleis van de tsaar was echter zeer luxueus, alsook de diners de Chancellor voorgeschoteld werden. De tsaar was verheugd om handelsroutes langs de zee te openen met Engeland en andere landen, omdat Rusland op dat moment nog geen veilige verbinding had met de Oostzee, en de hele regio betwist werd door de machtsaanspraken van het naburige Pools-Litouwse Gemenebest en het Zweedse Rijk. Daar kwam nog bovenop dat de Hanze een handelsmonopolie had op de handel tussen Rusland en Centraal- en West-Europa. Ook Chancellor was zeer enthousiast over de handelsbetrekkingen, omdat hij er een goede afzetmarkt in zag voor de Engelse wol, in ruil voor bont en andere Russische continentale goederen. Op zijn terugkeer naar Engeland in 1554, was hij in het bezit van brieven van de tsaar, met uitnodigingen voor Engelse handelaars en beloftes voor handelsprivileges.
De Company of Merchant Adventurers herdoopte zichzelf tot Muscovy Company en in 1555 vertrok Chancellor opnieuw naar Rusland. De Muscovy Company begon ook te dienen als een belangrijke diplomatieke link tussen Moskovië en Engeland, die vooral belangrijk was voor het geïsoleerde Moskovië. Toen Chancellor een jaar later, in 1556, opnieuw in Engeland aankwam, werd hij vergezeld door de eerste Russische ambassadeur in Engeland, Osip Nepeya. Dit is het moment waarop Chancellors geluk echter eindigde. Bij de Schotse kust werd zijn schip overvallen door een plotse storm en leed schipbreuk. Chancellor verdronk, maar Nepeya slaagde erin de kust te bereiken, waar hij door de Schotten gedurende een aantal maanden gegijzeld werd, alvorens hij kon verder reizen naar Londen.
Kort na de dood van Chancellor stuurde de compagnie opnieuw een kleine vloot op reis om een Noordoostelijke Doorvaart te ontdekken, deze keer onder leiding van Steven Borough. Hij slaagde erin om door de Karische Poort te varen, de zeestraat tussen de eilanden Vajgatsj en Nova Zembla in de Noordelijke IJszee. Het duurde 24 jaar voor een nieuwe poging werd gedaan. In 1580 werden Arthur Pet en Charles Jackman tegengehouden door een ijspak in de Karazee.
De handel was alleen mogelijk in het zomerseizoen, van mei tot oktober was de route ijsvrij. Schepen vertrokken op zijn laatste in juni uit Engeland, de heenreis duurde langer dan een maand en de terugreis tweemaal zo lang. De Engelsen namen onder andere textiel, rozijnen en pruimen mee en voeren terug met Russisch was, vlas, huiden, teer en hennepvezels. Cholmogory, ongeveer 100 kilometer landinwaarts van de monding van de Noordelijke Dvina, was de belangrijkste havenplaats. Hier stonden de pakhuizen vanwaar de Engelse goederen verder landinwaarts werden getransporteerd. In het eerste jaar van de Lijflandse Oorlog (1558-1583) veroverde het Russische leger Narva. Narva lag 1000 zeemijl dichter bij Londen dan Cholmogory, was veel gemakkelijker te bereiken en overvleugelde de handel via de Witte Zee. De compagnie protesteerde op basis van hun alleenrecht, maar dit had weinig effect. Rond 1570 begonnen de Zweden een zeeblokkade van Narva en de handel daalde sterk. In 1581 kreeg Zweden Narva weer vast in handen waarmee de directere handelsweg met Rusland werd afgesneden.
Op 23 april 1558 vertrok Anthony Jenkinson uit Moskou in een poging Cathay te bereiken. Hij zakte de Wolga af naar Astrachan aan de Kaspische Zee. Hier vervolgde hij zijn weg over land. Door problemen onderweg brak hij zijn reis vroegtijdig af en keerde, tegen zijn zin in, terug naar Rusland. In 1561 ging hij weer op reis met als doel Perzië. Hij kwam uiteindelijk in Qazvin aan, toentertijd de hoofdstad van Perzië. Hier sprak hij met sjah Tahmasp I, maar nadat Tahmasp hoorde dat Jenkinson een christen was, was hij niet langer geïnteresseerd. Jenkinson keerde terug en kwam op 20 augustus 1563 in Moskou aan. De compagnie zond na deze reis nog andere handelaren naar Perzië, maar deze reizen waren nog minder succesvol. De compagnie heeft niemand meer naar China gestuurd.

### Eerste tegenwind
In 1571 werd het recht van de compagnie op vrijhandel en navigatie over de Wolga ingetrokken door Ivan IV, die beledigd was door Engelse eisen om de Russische handel te sluiten voor andere Europese landen. Jenkinson keerde in 1572 terug naar Moskou in een poging de voorrechten van het bedrijf te herstellen, een opdracht waarin hij grotendeels succesvol was. Een afkoeling van de betrekkingen tussen beide landen betrekkingen was echter duidelijk. De verstoorde verhouding tussen de compagnie en Rusland bleef aan tot het einde van de 16e eeuw, mede door de anti-Engelse tsaren Fyodor I en Boris Godoenov.
In 1577 verleende koningin Elizabeth I de maatschappij het alleenrecht op de walvisjacht. De meest winstgevende jachtgebieden lagen rond Spitsbergen. Aanvankelijk probeerden de Engelsen alle concurrenten weg te jagen, maar na een paar jaar claimden ze alleen rechten op de wateren ten zuiden van deze Arctische eilanden.

### Neergang
In 1646 nam tsaar Alexei I de douanevrijstelling af, in een reactie op de vermeende steun van de compagnie aan de parlementariërs in de Engelse Burgeroorlog. Na de onthoofding van Karel I van Engeland in 1648, verdreef Alexei de Engelse handelaren bijna helemaal uit Rusland, alleen in Archangelsk mochten ze blijven. Na de komst van koning Karel II in 1660 verbeterde de betrekkingen, maar van een herstel van eerdere handelsvoordelen was geen sprake. Nederlandse handelaren waren veel actiever geworden en hadden de handel naar zich toe getrokken. Niettemin had het bedrijf een monopolie op de Engels-Russische handel tot 1698, maar in dat jaar verloor het de privileges vanwege politieke oppositie.